# AXIOM (камера)
AXIOM — открытое аппаратное и свободное программное обеспечение для семейства цифровых кинокамер, которые разрабатываются сообществом сделай сам на основе проекта apertus°.

## История
В 2006 году сообщество людей с форума DVInfo.net начало экспериментировать с адаптацией камер Elphel с открытым аппаратным обеспечением для кинопроизводства в ветке форума, озаглавленной «Высокая четкость с камерой Elphel 333». Ветка быстро разрасталась по мере того, как люди подключались к работе и представляли свои собственные настройки. К началу 2009 года было представлено более 1000 сообщений в этой теме. Сообщество поняло, что это невозможно поддерживать развитие проекта таким образом и приступило к созданию специального веб-сайта. В 2012 году на встрече Libre Software Meeting в Женеве было объявлено о планировании создать с нуля аппаратную часть камеры AXIOM для преодоления её аппаратных ограничений Elphel.

### События
| Дата         | Модель                                                                     |
| ------------ | -------------------------------------------------------------------------- |
| 10 июля 2012 | Себастьян Пичелхофер анонсирует проект на Libre Software Meeting в Женеве. |
| 7 марта 2014 | Презентация концепта прототипа на Metalab.                                 |

## AXIOM Alpha
AXIOM Alpha — концептуальный прототип цифровой кинокамеры. Произведено только две единицы в 2013 году, а весной 2014 представлена вторая ревизия на Metalab в Вене (основана на Хакерспейсе). Основные компоненты включают Zedboard с использованием системы на кристалле (SoC) Xilinx Zynq-7020 и матрицей 4К Super35mm, разработанной бельгийской компанией CMOSIS.

### Технические характеристики
Мартица CMOSIS CMV12000 Super35/APS-C имеет разрешение 4096×3072 пикселей, с глубиной цветового пространства 10 бит/пиксель и может снимать с максимальной частотой 300 кадров/сек. Это связано с ZedBoard на FMC. Xilinx Zynq Z-7020 сочетает двухъядерный Cortex-A9 с DSP и FPGA. ZedBoard имеет Zynq-7020 и все необходимые интерфейсы.
Данные изображения поступают по 64 каналам LVDS с максимальной скоростью 300 Мбит/сек на канал.

### Программное обеспечение
Операционная система основана на ядре Linux и состоит исключительно из свободного и открытого программного обеспечения.

## AXIOM Beta
Преемник AXIOM Alpha, который предполагается для распространения в качестве набора разработчика для первых энтузиастов.